# Московски устанак (1382)
Московски устанак избио је 1382. године у Великој московској кнежевини. Завршен је неуспехом. 

## Устанак
Године 1382. на устанак се дигло московско становништво на челу са занатлијама против феудалаца и богатих трговаца због тога што нису организовали одбрану Москве од предстојећег напада монголске војске под каном Туктамишом већ су се спремали да је напусте. Устаници су преузели власт и организовали одбрану града (23-26. август) и одбили нападе Монгола. Али, бојари и свештенство, уплашени ширином устанка, омогућили су Монголима да заузму Москву и угуше устанак. Том приликом, Монголи убијају 20.000 Московљана и пљачкају град. 